# Puiseaux
Puiseaux je francouzská obec v departementu Loiret v regionu Centre-Val de Loire. V roce 2011 zde žilo 3 316 obyvatel. Je centrem kantonu Puiseaux.

## Vývoj počtu obyvatel
Počet obyvatel